# Olijfje
Olijfje (in het Engels Olive Oyl) is een stripfiguur ontwikkeld door Elzie Segar in 1919. Het personage komt oorspronkelijk uit de strips van Thimble Theatre uitgebracht door King Features Syndicate. De oorspronkelijke Engelse naam Olive Oyl betekent olijfolie. Ook veel van haar familieleden hebben een naam die naar een specifieke soort van olie verwijst. In 1929 deed het personage Popeye zijn intrede. De zeeman werd in mum van tijd populair en werd een hoofdpersonage. Uiteindelijk werd zelfs beslist om de stripreeks te hernoemen naar Popeye.

## Fictieve biografie

### Strips
Olijfje is een flapper met een extreem smalle taille, lange zwarte haren die meestal tot een dot zijn opgerold. Ze was oorspronkelijk de verloofde van Harold Hamgravy, een eerder luie man die steeds geld dient te lenen. Hamgravy is een rokkenjager, zeker indien de dame rijk is. Toch vergeeft Olijfje altijd zijn misstappen. Dit begon te veranderen toen Popeye zijn intrede deed. In het begin vond Olijfje hem maar niets, maar na enkele weken beseffen beiden dat ze toch iets voor elkaar voelen. Toch starten ze nooit een echte relatie. In de strips is Erwtje een vondeling die door Popeye wordt opgevoed. Later blijkt dat Erwtje mogelijk een verre neef is van Olijfje, waar ze nu regelmatig als oppas voor inspringt.

### Tekenfilm
Fleischer Studios startte oorspronkelijk met een tekenfilmserie over de strips. Na faillissement van de studio in 1940 verwierf Famous Studios de rechten. In 1960 bracht Hanna-Barbera de reeks uit. In de tekenfilms is Olijfje wel de vriendin van Popeye, hoewel ze wispelturig is naargelang welke man haar welk cadeautje geeft. Verder is ze hier nogal redelijk snel geïrriteerd. Daarnaast wordt ze veelvuldig ontvoerd door Bluto, die ook een oogje op haar heeft. Dit in tegenstelling tot Brutus die Olijfje meestal als gijzelaar ontvoert. Toch kan Popeye haar steeds redden en wint zo haar affectie. In tegenstelling tot de strips wordt Erwtje hier alleen door Olijfje opgevoed, maar het wordt nooit kenbaar gemaakt of het haar eigen zoon is of een adoptiekind.

### Stemactrices
In de twee eerste afleveringen uit 1933, Popeye The Sailor en I Yam What I Yam, werd de stem van Olijfje ingesproken door Bonnie Poe. Daarna nam Mae Questel, ook gekend van Betty Boop, het personage over. Vanaf 1938 werd de stem ingesproken door Margie Hines, maar Questel kwam terug vanaf 1944 tot 1960.
In 1978 verwierf Hanna-Barbera de rechten om een nieuwe televisiereeks te maken. Hier wordt de stem van Olijfje ingesproken door Marilyn Schreffler.

## Film
In 1980 kwam de film Popeye in de bioscoop; hierin werd Olijfje gespeeld door Shelley Duvall.